# Rede Tupi
Rede Tupi foi uma rede de televisão aberta brasileira. Sua matriz e geradora, a TV Tupi de São Paulo, inaugurada em 18 de setembro de 1950 pelo jornalista Assis Chateaubriand, foi a primeira emissora de TV a operar no país. Pertencia aos Diários Associados, que na época, detendo vários jornais e rádios, era um dos maiores conglomerados de mídia do Brasil. Outros canais viriam a ser inaugurados pelo grupo em algumas localidades do país, formando futuramente uma das primeiras redes nacionais.
Durante a década de 1950, a Tupi era o canal de maior audiência do Brasil, sendo seguida em segundo lugar pela TV Record/TV Rio (Rede das Emissoras Unidas) e em terceiro lugar pelas emissoras independentes TV Paulista (na praça de São Paulo) ou pela TV Continental (na praça do Rio de Janeiro). No início da década de 1960, o canal perderia a liderança de audiência em São Paulo para a TV Record, ocupando a vice-liderança e estando a frente da TV Excelsior, da TV Paulista e da TV Cultura, estas respectivamente em terceiro, quarto e quinto lugar. No final da década havia caído para a terceira posição, estando atrás da Record e da Excelsior, com a Globo (que havia comprado a TV Paulista) em quarto, a TV Bandeirantes em quinto e a TV Cultura em sexto.
Já no Rio de Janeiro do início da década de 1960 a emissora havia perdido a liderança para a TV Rio (afiliada da Record), estando na frente da TV Continental, que ocupava o terceiro lugar. No final da década se manteve na vice-liderança, mas agora era superada pela TV Globo, que passou a ocupar o primeiro lugar, mas ficava a frente de TV Rio, TV Excelsior e TV Continental, terceiro, quarto e quinto lugar no Rio de Janeiro No início da década de 1970, devido as extinções da TV Excelsior e da TV Continental (emissora independente carioca), o enfraquecimento da Record (causado por sucessivos incêndios) e o sucesso dos próprios programas populares passa novamente a ocupar o segundo lugar, sendo superada pela Rede Globo, em primeiro lugar desde 1969, e seguida pela TV Record (geradora da Rede de Emissoras Independentes, REI), em terceiro lugar e pela Bandeirantes em quarto lugar. Em 1972, havia 64 estações geradoras de televisão no país. A maioria se limitava a retransmitir a programação dos três grandes grupos geradores: Globo, Tupi e Record, com a Bandeirantes tendo nesta época presença apenas em São Paulo e Minas Gerais.
No final da década de 1970, a Tupi continuava a ocupar o segundo lugar em audiência, superada somente pela Globo e ficando a frente da Bandeirantes, que a nível nacional ocupava o terceiro lugar em audiência. A Record, após a extinção de sua rede de televisão em 1975, a REI, se tornara uma emissora local pequena com várias de suas afiliadas migrando para outras redes, sendo a terceira colocada em São Paulo. A Tupi perderia este segundo lugar em São Paulo para a Record e no Rio de Janeiro para a TVS (fundada em 1976 e embrião do futuro SBT), ambas na época emissoras independentes regionais. Em 18 de julho de 1980, devido a problemas administrativos e financeiros, a Tupi saiu do ar com parte de suas concessões cassadas pelo Governo Federal. Os ativos da emissora foram adquiridos pelo Grupo Silvio Santos (Fundador do SBT), pelo Grupo Bloch (Fundador da Rede Manchete, que seria extinta em 1999 e teria as suas concessões adquiridas pela RedeTV!) e pelo Grupo Abril (que operaria a MTV Brasil de 1990 até 2013, substituindo-a pela Ideal TV e então vendendo a sua concessão em 2015 a Spring Comunicação, que fundaria em 2020 a Loading, mas teve a venda de concessão anulada em 2020 e posteriormente cassada em 2021, o que culminou no retorno da Ideal TV em seu lugar).

## História

### Montagem das emissoras de São Paulo e Rio de Janeiro
O jornalista Assis Chateaubriand, diretor dos Diários e Emissoras Associados, maior conglomerado de mídia da América Latina, interessou-se por televisão em julho de 1944 durante uma visita de negócios à sede da RCA Victor, em Nova York, da qual havia adquirido equipamentos para a montagem de suas emissoras de rádio. O presidente da RCA David Sarnoff preparou para Chateaubriand uma apresentação de investimentos da empresa em radiodifusão, incluindo alguns modelos de câmeras de televisão. Após ouvir explicações do engenheiro e vice-presidente da RCA Vladimir Zworykin sobre o veículo, que até então nunca havia visto, Chateaubriand rapidamente decidiu criar estações para a Rádio Tupi do Rio de Janeiro e a Rádio Tupi de São Paulo, embora tenha sido aconselhado por Sarnoff de que o Brasil não estava pronto para receber a televisão e que deveria preocupar-se em fortalecer sua rede de rádio. Registrado o pedido de instalação do meio, necessitando esperar pelo fim da Segunda Guerra Mundial para comprar os equipamentos, Chateaubriand retornou ao Brasil e buscou por anunciantes e empresários, que financiaram suas futuras emissoras em troca de contratos de publicidade e arcaram com as despesas de sua montagem. Todos os equipamentos para as estações somaram um investimento de cinco milhões de dólares, equivalentes a 16 milhões de cruzeiros.
Durante o período em que angariava apoio financeiro para a montagem das emissoras, Chateaubriand pediu que técnicos da RCA e da The Marconi Company fossem ao estado de São Paulo para analisar as condições topográficas de transmissão de sinal às cidades de Santos, Jundiaí e Campinas. Apesar de acreditarem que a irradiação seria possível apenas por retransmissoras ou cabos telefônicos, o jornalista insistiu na emissão direta da capital paulista. Em nova viagem aos Estados Unidos para encomendar a aparelhagem, em 1947, aceitou a proposta de adquirir uma versão atualizada de um transmissor, com maior potência, entregue junto ao restante dos equipamentos com atraso após o prazo estipulado pela RCA, ocorrido, segundo Chateaubriand em um artigo para O Jornal em 1963, por uma deflação dos limites financeiros do setor industrial nos bancos do país. Em janeiro de 1949, o engenheiro das rádios associadas Mário Alderighi e seu assistente Jorge Edo viajaram aos EUA e estiveram em Nova York e Burbank para acompanhar o funcionamento da NBC em forma de curso sobre operações de televisão, enquanto engenheiros da RCA foram ao Brasil em fevereiro para planejar a montagem em São Paulo. O contrato de cessão entre os Associados e a RCA, referente à aparelhagem para a capital paulista, foi firmado em maio de 1949, tendo chegado em janeiro de 1950; a do Rio de Janeiro, fechada com a General Electric, desembarcou em outubro de 1949.
A Rádio Tupi do Rio de Janeiro solicitou ao Ministério da Viação e Obras Públicas autorização para operar os dois canais de televisão idealizados por Chateaubriand em janeiro de 1948, porém o ministro Clóvis Pestana, com base em um parecer da Comissão Técnica de Rádio, que considerou o capital social da rádio insuficiente, além de a compra dos equipamentos da RCA ainda não haver sido oficializada, liberou a instalação somente da emissora do Rio. Os Associados então escolheram a Rádio Difusora de São Paulo para ficar responsável pela outorga na cidade, concedida em maio de 1949. Dias após a Rádio Tupi oficializar o pedido, os Associados iniciaram a divulgação de notícias sobre a implantação da televisão no Brasil em seus jornais e revistas, enquanto eram realizados outros esforços de implantação do novo veículo, como o do radialista César Ladeira e sua Rádio Televisão do Brasil S/A, a primeira a receber do governo uma outorga para difundir som e imagem, que não chegou a funcionar devido a impasses em seu financiamento.

### A primeira transmissão ao vivo

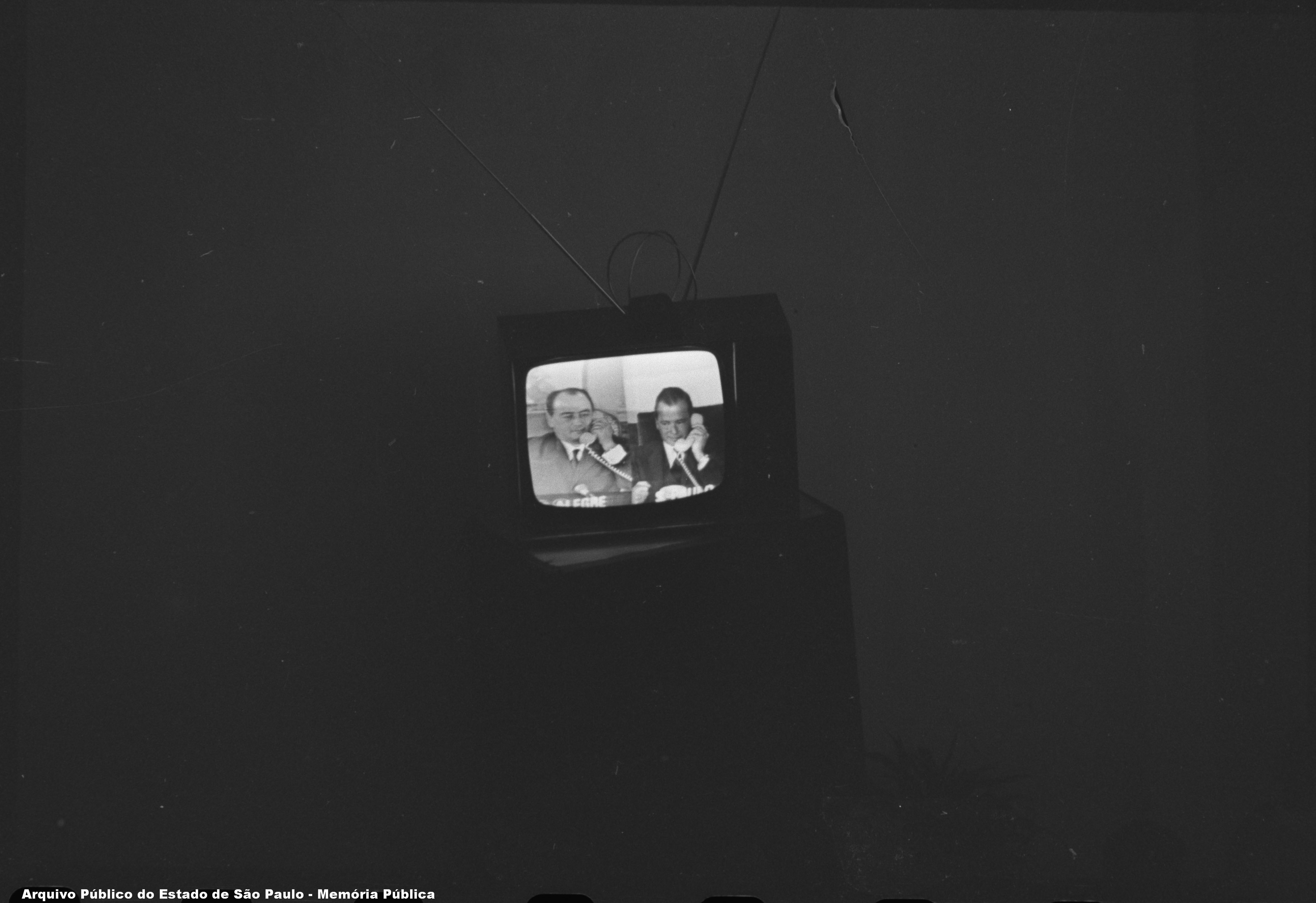
Inauguração do sistema DDD de São Paulo pela Companhia Telefônica Brasileira com transmissão ao vivo pela TV Tupi (1970).

A  TV Tupi de São Paulo estava decidida a transmitir ao vivo a inauguração de Brasília em 21 de abril de 1960 para São Paulo. Nesta época ainda não havia satélites. A criatividade respondeu ao desafio: colocaram três aviões voando em círculos, dois da FAB e um da VASP. As aeronaves estavam distribuídas uniformemente na rota entre Brasília e São Paulo, de modo que uma tinha alcance para transmitir as ondas para outra.
Assim, a imagem era captada em Brasília e transmitida para o primeiro avião, que retransmitia para o segundo, para o terceiro, o qual, por fim, retransmitia para a antena principal da TV Tupi em São Paulo, que a retransmitia para a região de alcance.
No final da década de 60, graças aos sistemas de transmissão por micro-ondas, as telecomunicações foram revolucionadas. Isso possibilitava transmissões ao vivo pelas emissoras de TV para todo o país. Um evento histórico transmitido ao vivo pela TV Tupi foi a inauguração oficial em julho de 1970 do sistema de Discagem Direta à Distância (DDD) na cidade de São Paulo, feito em conjunto com a Companhia Telefônica Brasileira e a Embratel.

### A formação da rede e a crise

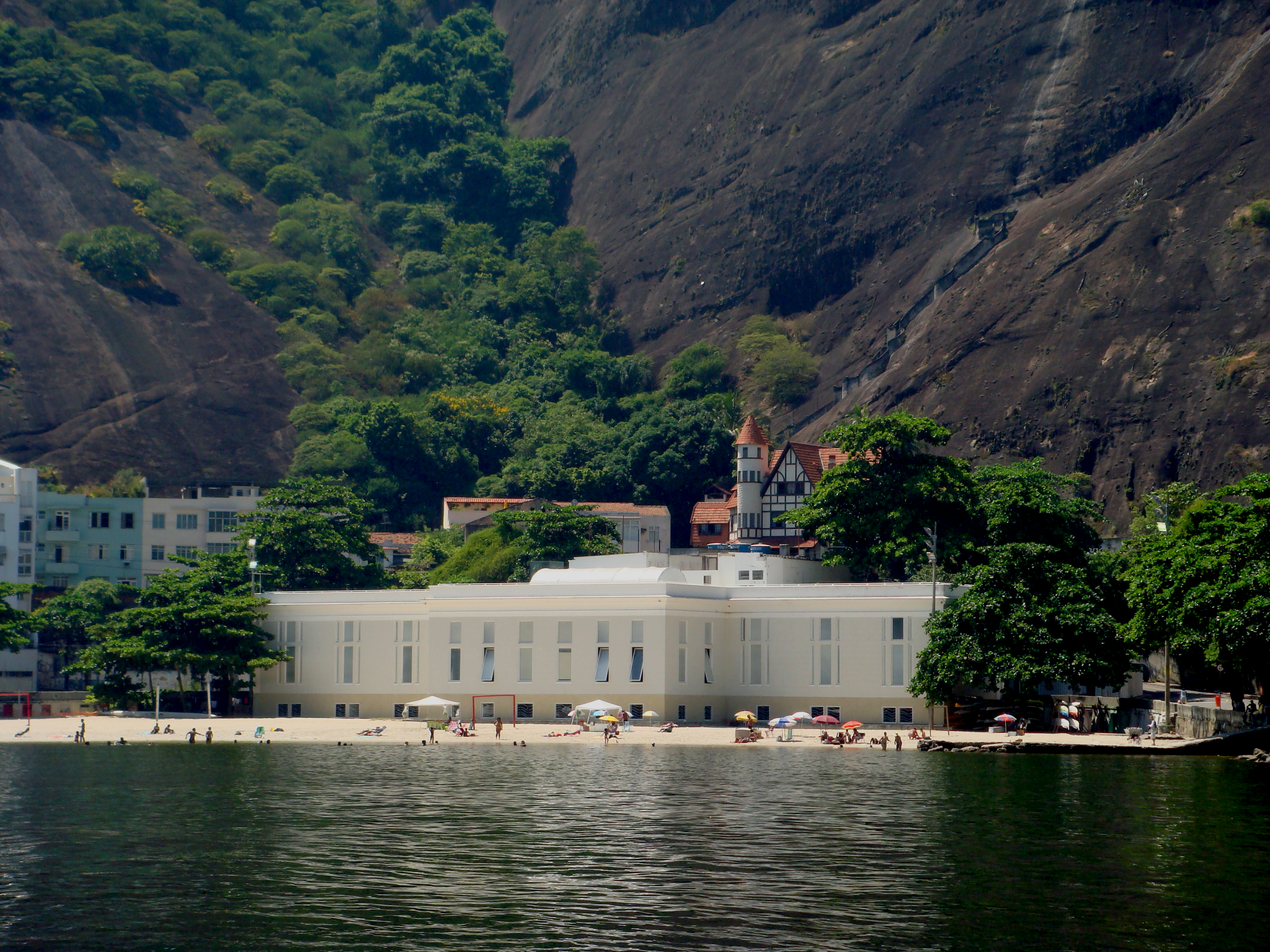
Antigo Cassino da Urca, utilizado para sediar a TV Tupi no Rio de Janeiro.

A longa crise dos Diários Associados já havia começado muito antes da morte de Assis Chateaubriand, em 4 de abril de 1968. Abalada por problemas financeiros, mal administrada e sem investimentos, a Tupi perde qualidade e audiência.
Na metade da década de 1960, com a chegada do videotape e a expansão das transmissões em micro-ondas, foi formada a Rede de Emissoras Associadas, com as emissoras pertencentes ao conglomerado e parceiras, como a TV Difusora de São Luís, que juntas transmitiram novelas e a Copa do Mundo de 1970.
Em 1972, a Rede Tupi de Televisão começa a ser formada. Houve várias divergências a respeito de qual canal seria a "cabeça da rede": o canal 4 paulistano ou o canal 6 carioca. Houve duas tentativas para que ambas comandassem a Rede Associada. Na primeira, a estação carioca comandaria as emissoras do Norte, Nordeste e Centro-Oeste, enquanto que a emissora de São Paulo controlaria os canais do Sul e Sudeste. Na segunda, a Tupi paulista ficaria responsável pela produção de telenovelas, e a Tupi do Rio se encarregaria pelos shows e programas de auditório. Mas as duas ideias não vingaram, e a rixa entre as diretorias das duas estações agravaram a situação da Tupi. O único ponto positivo nestas duas tentativas foi que a Tupi foi a primeira rede de TV da América Latina a possuir duas cabeças geradoras de programação. No ano de 1974, foi assinado o decreto que autoriza a TV Tupi a virar "Rede Tupi de TV", decreto que foi lido por Gontijo Teodoro na Rádio Tupi.
As emissoras concorrentes vão ocupando os espaços vazios deixados pela pioneira. Apesar de uma crise se abater, a emissora emplaca sucessos na década como "Mulheres de areia" (1973), "Meu Rico Português" (1975) e "A Viagem" (1975). No fim dos anos 1970, a situação piora. Os salários atrasam cada vez mais. Há dívidas astronômicas junto à Previdência Social. Proliferam muitos escândalos financeiros. Em agosto de 1977, "Éramos Seis", "Cinderela 77" e "Um sol maior" registravam os mais baixos índices de audiência da história do canal. Além da audiência, a publicidade também escapulia para as concorrentes, o caixa se esvaziava, os salários deixavam de ser pagos e a greve era questão de tempo. Em outubro de 1977, com três meses de salários atrasados, os funcionários iniciaram a primeira greve, mas ela é interrompida com o pagamento parcelado dos débitos.

### O fim

Torre da TV Tupi em São Paulo, inaugurada em 1960 junto ao Edifício Sede das Emissoras Associadas

Em 2 de maio de 1980, às 16h21, a TV Tupi São Paulo parou de gerar programação e passou a retransmitir integralmente o que era gerado pela TV Tupi Rio de Janeiro devido à paralisação de cerca de dois terços dos 968 funcionários da emissora paulista. A greve teve início após a emissão de cheques sem fundo para pagamento dos salários atrasados, constatada no mesmo dia. Dois meses depois, em 14 de julho, a estação paulistana foi retirada do ar pela última vez após 29 anos e dez meses, devido a uma decisão da diretoria.
No dia 16 de julho, a Tupi teve 7 de suas 10 concessões declaradas peremptas (termo jurídico que significa "não-renovável") pelo Governo Federal. A decisão foi publicada no Diário Oficial no dia seguinte; ainda no dia 17, os funcionários da Tupi do Rio iniciaram uma vigília que durou 18 horas, comandada pelo apresentador Jorge Perlingeiro, com o objetivo de impedir que o canal fosse fechado. Várias personalidades, como o cantor Agnaldo Timóteo e o humorista Costinha, deram apoio aos funcionários.
Naquele dia, saíram do ar pela última vez a TV Itacolomi de Belo Horizonte, a TV Piratini de Porto Alegre, a TV Ceará de Fortaleza, e a TV Rádio Clube de Recife. A TV Marajoara de Belém havia encerrado suas transmissões pela última vez no dia anterior, e não chegou a retomar suas operações antes dos transmissores serem lacrados pelo DENTEL, às 9h20 da manhã. Em São Paulo, às 11h da manhã, três engenheiros do DENTEL e quatro agentes da Polícia Federal chegaram à sede da TV Tupi São Paulo para lacrar os transmissores, que já estavam fora de operação há quatro dias.
Pouco antes do meio-dia de 18 de julho, quatro funcionários do Departamento Nacional de Telecomunicações chegaram ao Morro do Sumaré e se dirigiram à central de transmissão da TV Tupi Rio de Janeiro, a última da rede a permanecer no ar, para lacrar os transmissores. Minutos antes, nos instantes finais do programa Aqui e Agora, foram exibidas imagens de uma missa do Papa João Paulo II realizada no início daquele mês no Aterro do Flamengo, simultaneamente à locução, feita pelo ator Cévio Cordeiro, de uma mensagem dirigida ao presidente Figueiredo pedindo para que a estação não fosse fechada. Durante o vídeo e a mensagem citados, os funcionários puseram na tela os dizeres "Até breve, telespectadores amigos". A última imagem transmitida pela emissora carioca antes de sair do ar, às 12h33, foi a do logotipo da Rede Tupi nas cores da bandeira nacional.

Desta feita, senhor presidente, só vossa excelência poderá nos salvar. Receba os agradecimentos dos empregados da Rede Tupi, em seu nome, e em nome de sua esposa, de seus filhos, cujo único desejo, única reivindicação, é trabalhar. Deixe-nos trabalhar, Senhor presidente. Senhor presidente João Baptista de Oliveira Figueiredo. Só isso que desejamos. Vossa excelência, é o único capaz de realizar esse milagre. Nem João de Deus poderia fazê-lo. Só o João de Brasília. Deus que te abençoe, presidente.
— Cérvio Cordeiro

### Recuperação judicial
O prédio da emissora serviu como sede da Abril Radiodifusão, que por 23 anos, gerou o canal MTV Brasil, atualmente em televisão por assinatura diretamente pela Viacom, sob o nome MTV. Apesar de não conseguir a licença do canal 4 em VHF, necessário para realizar o projeto de criação de sua rede de televisão, em janeiro de 1987, o Grupo Abril conseguiu o seu canal em UHF. Após conseguir seu canal próprio, e com a maturidade da MTV Brasil no mercado, a Abril Radiodifusão efetuou em 2003, o pedido de várias licenças de retransmissão de TV em várias localidades do país. Após uma rápida crise no grupo e a enorme queda de audiência, não apenas para concorrentes diretos, mas também para a internet, a MTV Brasil fechou em 30 de setembro de 2013, dando lugar a Ideal TV que, anteriormente, foi um canal por assinatura, agora como emissora provisória, uma vez que a Abril não manifestava interesse em manter o canal. Em 18 de dezembro de 2013, o Grupo Abril anunciou a venda da Abril Radiodifusão, que transmite a Ideal TV, para o Grupo Spring de Comunicação, que edita a edição brasileira da revista Rolling Stone. Os valores da transação não foram divulgados, mas segundo fontes ouvidas pelo jornal Folha de S. Paulo, a venda foi fechada em cerca de R$ 350 milhões e foi realizada pelo banco americano JP Morgan. A venda foi aprovada pelo Ministério das Comunicações e pelo CADE. E no ano seguinte, pelo presidente em exercício Michel Temer e Gilberto Kassab, então titular do Ministério da Ciência, Tecnologia, Inovações e Comunicações.
A Spring Comunicação, chegou a fundar em 2020 a Loading, no entanto a venda de concessão foi anulada em 2020. A quarta turma do Tribunal Regional Federal da 3ª região teria anulado em novembro de 2020, exatos um mês antes da estreia da Loading, a transferência das concessões dos canais de televisão pertencentes a Abril Radiodifusão S/A para a Spring Comunicação. Além disso, a União deve realizar uma nova oferta para as concessões da extinta MTV Brasil, tal qual o decreto do então presidente Michel Temer, assinado em outubro de 2016, teria perdido validade. A emissora só conseguiu se manter no ar graças a uma liminar de pedido de revisão da condenação pedida pelo Ministério Público Federal (MPF), cedida pela justiça. Um novo julgamento pelo TRF-3 foi marcado para o dia 22 de julho. o julgamento foi adiado para 19 de agosto, aonde definiu a cassação da emissora de forma imediata, sem forma de reverter.

### Possível retorno
Em 11 de setembro de 2024, o site Na Telinha noticiou que um grupo de empresários está negociando o retorno da TV Tupi, com previsão de estreia para março de 2025. A programação, inicialmente transmitida pelo YouTube, seria voltada para donas de casa acima de 50 anos, resgatando a memória afetiva da antiga emissora. De acordo com o portal, um estúdio em São Paulo foi contatado para a produção, e programas de auditório serão transmitidos ao vivo de um teatro recém-reformado. As negociações envolvem retransmissoras independentes e os direitos do nome TV Tupi.

## Identidade visual

Símbolo da Rede Tupi de 1972 a 1977

Em 1950 o primeiro símbolo da TV Tupi de São Paulo, adaptado da Rádio Tupi, apresentava um indígena com expressão sisuda mirando o horizonte enquanto segurava um arco. No ano seguinte o produtor Mário Fanucchi concebeu a figura de um indígena tupiniquim utilizando um par de antenas como cocar, tendo sido o primeiro mascote da televisão brasileira. Ao longo dos anos 1950 e 1960 as integrantes da Rede de Emissoras Associadas, incluindo a TV Tupi do Rio de Janeiro, viriam a adotar indígenas com características regionais como marcas no vídeo e em anúncios nos jornais. Em 1970 começou a circular em periódicos um logotipo que apresentava o nome TV Tupi acompanhado de São Paulo e Rio, representando a integração entre ambas as estações na formação da rede.
Em 31 de março de 1972, concomitantemente ao início das transmissões de televisão em cores no Brasil, a TV Tupi do Rio lançou nos jornais e revistas dos Diários Associados o edital de um concurso universitário para criar o novo símbolo da Rede Tupi. O projeto escolhido consistia em duas linhas entrelaçadas formando uma onda senoidal (em alusão ao movimento dos sinais eletromagnéticos de televisão que se observa em um osciloscópio) e três esferas nas cores vermelha, verde e azul, solicitadas no edital por serem a base da emissão colorida. O desenhista vencedor teria ganhado uma viagem a Paris patrocinada pela Air France para visitar as principais escolas de desenho industrial da França. Sua identidade é desconhecida, porém, segundo Elmo Francfort e Maurício Viel para o livro TV Tupi: do Tamanho do Brasil, fontes afirmam que ele seria Renato Lage, posteriormente conhecido pela produção de carros alegóricos nos desfiles do Carnaval do Rio de Janeiro. Além de desenhista da própria TV Tupi, Lage integrava o Grupo Interuniversirário Musical, criado pela emissora para realizar o Festival Universitário de Música Brasileira, cujos membros, junto a funcionários da estação, compuseram o júri que escolheu a logomarca.
Em 1976 a TV Tupi de São Paulo lançou como novo símbolo um cata-vento verde cujo ponto central representava a geração de conteúdo para as emissoras da rede. Houve, no entanto, muita rejeição e a marca anterior voltou a ser utilizada no ano seguinte com modificações no formato das curvas senoidais. Para a criação de novas vinhetas a rede alugou o sistema de animação computadorizada Scanimate, desenvolvido pela Computer Image Corporation em Denver, EUA.
Em 1979 a direção da Rede Tupi, na figura de Walter Avancini, contratou Cyro Del Nero como diretor de arte e comunicação visual para renovar sua plástica. Minimalista e simplificado, o novo símbolo apresentava uma letra T estilizada e repartida em três partes para manter a base do padrão de cores adotado em 1972. No ano seguinte Del Nero criou uma variante da marca com a T vista dentro de linhas que formavam uma tela de televisão.

### Vinhetas
| Ano  | Vídeo |
| ---- | ----- |
| 1975 |       |
| 1979 |       |
| 1980 |       |